# ベイズ認識論
ベイズ認識論（ベイズにんしきろん、英: Bayesian epistemology）とは、認識論の各種トピックに対する形式的アプローチであり、その根源はトーマス・ベイズの確率理論分野における研究にある。伝統的な認識論と比較したその形式的手法の利点の一つは、その概念と定理が高度な精度で定義できることである。これは信念がベイズ確率として解釈できるという考えに基づいている。そのため、それらは合理性の規範として機能する確率論の法則に従う。これらの規範は、任意の時点での信念の合理性を支配する静的制約と、新たな証拠を受け取った時に合理的な主体がいかに信念を変更すべきかを支配する動的制約に分けることができる。
ベイズ主義におけるこれらの原則の最も特徴的な表現は、ダッチブックの形で見られ、これは確率論的事象のいずれが発生しても主体に損失をもたらす一連の賭けを通して、主体の非合理性を示すものである。ベイズ主義者はこれらの基本原則を様々な認識論的トピックに適用しているが、ベイズ主義は伝統的な認識論のすべてのトピックを網羅しているわけではない。例えば、科学哲学における確証の問題は、ある証拠がその理論の真である可能性を高める場合、その証拠がその理論を確証するという「条件付け原理」を通してベイズ主義的にアプローチすることができる。通常、二つの命題がお互いに中立的に関連している場合よりも、それらの結合の確率が高い場合に一貫していると考える意味で、確率の観点から真理の整合説の概念を定義するための様々な提案がなされている。ベイズ主義的アプローチは、例えば証言の問題や集団的信念の問題に関して、社会認識論の分野でも実り多いものとなっている。ベイズ主義はまだ完全に解決されていない様々な理論的反論に直面している。

## 伝統的認識論との関係
伝統的認識論とベイズ認識論はどちらも認識論の形態であるが、方法論、信念の解釈、正当化または確証が果たす役割、研究関心などの点でさまざまな違いがある。伝統的認識論は、通常正当化された真なる信念という観点から分析される「知識の本質」、知覚や証言などの「知識の源泉」、例えば基礎付け主義や真理の整合説の形での「知識体系の構造」、そして「哲学的懐疑主義」の問題、あるいは知識が全く可能かどうかという問題といったトピックに焦点を当てている。これらの探求は通常、認識論的直観に基づいており、信念を存在するかしないかのどちらかと見なしている。一方、ベイズ認識論は、伝統的アプローチではしばしば曖昧な概念や問題を形式化することで機能する。それによってより数学的直観に焦点を当て、より高度な精度を約束する。それは信念を様々な程度で生じる連続的な現象と見なし、いわゆる「信頼度」と呼ばれるものである。一部のベイズ主義者は、通常の信念概念を放棄すべきだとさえ提案している。しかし、両者を結びつける提案もあり、例えば「ロック的命題」は、ある閾値を超える信頼度を信念として定義している。認識論的正当化は伝統的認識論において中心的役割を果たすが、ベイズ主義者は証拠による確証と反証という関連概念に焦点を当てている。証拠の概念は両方のアプローチにとって重要だが、知覚や記憶などの証拠の源泉を研究することに関心を持っているのは伝統的アプローチだけである。一方、ベイズ主義は、合理性にとっての証拠の役割、つまり新しい証拠を受け取った際に信頼度をどのように調整すべきかに焦点を当てている。確率論的法則による合理性のベイズ主義的規範と演繹的一貫性による伝統的な合理性規範との間には類似性がある。外界に関する知識についての懐疑主義のような特定の伝統的問題は、ベイズ主義的な用語で表現することが難しい。

## 基礎
ベイズ認識論は少数の基本原則にのみ基づいており、これらを用いて様々な他の概念を定義し、認識論の多くのトピックに適用することができる。その核心において、これらの原則は命題に対して信頼度をどのように割り当てるべきかについての制約を構成する。それらは理想的に合理的な主体が何を信じるかを決定する。基本原則は、任意の時点で信頼度がどのように割り当てられるべきかを支配する共時的または静的原則と、新たな証拠を受け取った際に主体がどのように信念を変更すべきかを決定する通時的または動的原則に分けることができる。「確率の公理」と「主要原理」は静的原則に属し、一方、条件付け原理はベイズ推定の形として動的側面を支配する。これらの原則の最もベイズ主義的な特徴的表現は、ダッチブックの形で見られ、これは確率論的事象のいずれが発生しても主体に損失をもたらす一連の賭けを通して、主体の非合理性を示すものである。非合理性を判断するためのこのテストは「実用的自己敗北テスト」と呼ばれている。

### 信念、確率、賭け
伝統的認識論との重要な違いの一つは、ベイズ認識論が単純な信念の概念ではなく、いわゆる「信頼度」という信念の程度の概念に焦点を当てていることである。このアプローチは確実性の概念を捉えようとしている：我々は様々な主張を信じているが、地球が丸いことなどの一部の主張についてはより確信しており、プラトンがアルキビアデスIの著者であったかどうかなどの他の主張についてはそれほど確信していない。これらの程度は0から1までの値で表される。1の程度は主張が完全に受け入れられていることを意味する。一方、0の程度は完全な不信を意味し、主張が完全に拒否されており、その人が反対の主張を強く信じていることを意味する。0.5の程度は信念の保留に相当し、その人がまだ決心をしていないことを意味する：彼らはどちらの側にも意見を持たず、したがって主張を受け入れも拒否もしない。ベイズ確率の解釈によれば、信頼度は主観的確率を表す。フランク・ラムゼイ (数学者)に続いて、それらは主張に賭ける意欲という観点で解釈される。したがって、お気に入りのサッカーチームが次の試合に勝つという0.8（つまり80％）の信頼度を持つことは、1ドルの利益を得るチャンスのために最大4ドルを賭ける意欲があることを意味する。このアカウントはベイズ認識論と決定理論の間に密接な関連性を描く。賭け行動は単なる特別な領域に過ぎず、信頼度のような一般的な概念を定義するのに適していないように思えるかもしれない。しかし、ラムゼイが論じるように、最も広い意味で理解すれば、我々は常に賭けを行っている。例えば、駅に行くことで、列車が時間通りに到着することに賭けている、そうでなければ家にいただろう。信頼度を賭けをする意欲という観点で解釈することから、矛盾と恒真式を除いて、任意の命題に0または1の信頼度を帰属させることは非合理的だということが導かれる。その理由は、これらの極端な値を帰属させることは、たとえ利益が最小であっても、自分の命を含む何にでも賭ける意欲があるということを意味するからである。そのような極端な信頼度のもう一つの負の副作用は、それらが永久に固定され、新しい証拠を取得しても更新できなくなることである。
信頼度が主観的確率として解釈され、したがって確率の規範に支配されるというベイズ主義のこの中心的主張は「確率主義」と呼ばれている。これらの規範は理想的に合理的な主体の信頼度の性質を表現する。それらは明日雨が降るかどうかなど、任意の単一の与えられた信念に対してどのような信頼度を持つべきかについての要求を課すのではなく、信念の体系全体を制約する。例えば、明日雨が降るという信頼度が0.8であれば、反対の命題、つまり明日雨が降らないという信頼度は0.2であるべきであり、0.1や0.5ではない。シュテファン・ハルトマンとヤン・シュプレンガーによれば、確率の公理は次の2つの法則によって表現できる：（1）任意の恒真式{\displaystyle A}に対して{\displaystyle P(A)=1}；（2）互いに両立しない（互いに排他的な）命題{\displaystyle A}と{\displaystyle B}に対して、{\displaystyle P(A\lor B)=P(A)+P(B)}。
信念の程度に関するもう一つの重要なベイズ主義原則は、デイヴィド・ルイスによる「主要原理」である。それは、客観的確率に関する我々の知識が信頼度という形での主観的確率に対応すべきだと述べている。したがって、コインが表を出す客観的チャンスが50％であることを知っているなら、コインが表を出すという信頼度は0.5であるべきである。
「確率の公理」と「主要原理」は合理性の「静的」または「共時的」側面を決定する：ある瞬間だけを考慮した場合に、主体の信念がどうあるべきかを決定する。しかし合理性には、新しい証拠に直面した際に信頼度を変更することに関わる「動的」または「通時的」側面もある。この側面は「条件付け原理」によって決定される。

### 条件付け原理
「条件付け原理」は、新しい証拠を受け取った際に、仮説に対する主体の信頼度がどのように変化すべきかを支配する。そのため、理想的に合理的な主体がどのように行動するかという動的側面を表現している。これは条件付き確率の概念に基づいており、条件付き確率とは、ある事象が既に発生している場合に別の事象が発生する確率の尺度である。{\displaystyle A}が発生する無条件確率は通常{\displaystyle P(A)}として表現され、一方、Bが既に発生している場合に{\displaystyle A}が発生する条件付き確率は{\displaystyle P(A\mid B)}として記述される。例えば、コインを2回投げて2回とも表が出る確率は25％に過ぎない。しかし、最初の投げでコインが既に表を出している場合の条件付き確率は50％である。「条件付け原理」はこの考えを信頼度に適用する：コインが最初の投げで既に表を出したという証拠を受け取った際に、コインが2回とも表を出すという信頼度を変更すべきである。事象の前に仮説に割り当てられる確率は事前確率と呼ばれる。その後の確率は事後確率と呼ばれる。「単純条件付け原理」によれば、これは次のように表現できる：
{\displaystyle P_{\text{posterior}}(H)=P_{\text{prior}}(H\mid E)={\frac {P_{\text{prior}}(H\land E)}{P_{\text{prior}}(E)}}}。したがって、仮説が真であるという事後確率は、証拠に対する仮説が真であるという条件付き事前確率に等しく、これは仮説と証拠の両方が真であるという事前確率を、証拠が真であるという事前確率で割ったものに等しい。この原理の元の表現は「ベイズの定理」と呼ばれ、この定式化から直接導き出すことができる。
「単純条件付け原理」は、獲得した証拠に対する主体の信頼度、つまりその事後確率が1であるという非現実的な仮定を行っている。例えば、科学者は新しい発見をした際に、以前に受け入れられていた証拠を破棄する必要がある場合があるが、対応する信頼度が1であれば、これは不可能になる。リチャード・ジェフリーによって提案された条件付けの代替形式は、証拠の確率を考慮に入れるように公式を調整している：{\displaystyle P_{\text{posterior}}(H)=P_{\text{prior}}(H\mid E)\cdot P_{\text{posterior}}(E)+P_{\text{prior}}(H\mid \lnot E)\cdot P_{\text{posterior}}(\lnot E)}。

### ダッチブック
ダッチブックは、必然的に損失をもたらす一連の賭けである。主体の信頼度が確率の法則に違反する場合、その主体はダッチブックに脆弱になる。これは、同じ時点で保持される信念間の衝突が発生する共時的なケースでも、主体が新しい証拠に適切に対応しない通時的なケースでも起こり得る。最も単純な共時的なケースでは、命題とその否定に対する信頼度という2つの信頼度だけが関与する。確率の法則によれば、これら2つの信頼度の合計は1でなければならない、なぜなら命題かその否定のいずれかが真だからである。この法則に違反する主体は共時的ダッチブックに脆弱である。例えば、明日雨が降るという命題に対して、ある主体の信頼度が0.51で、それが偽であるという信頼度も0.51だとする。この場合、主体は1ドルを獲得するチャンスに対して0.51ドルで2つの賭けを受け入れる：一つは雨が降るというもの、もう一つは雨が降らないというものである。この2つの賭けを合わせると1.02ドルかかり、雨が降るか降らないかにかかわらず、0.02ドルの損失になる。通時的ダッチブックの背後にある原則も同じだが、新しい証拠を受け取る前後に賭けを行い、証拠がどのように現れるかにかかわらず、各ケースで損失があることを考慮に入れなければならないため、より複雑である。
主体がダッチブックに脆弱であることの意味については、様々な解釈がある。伝統的な解釈では、そのような脆弱性は、主体が自分の最善の自己利益にならない行動に自発的に従事するため、主体が非合理的であることを示している。この解釈の問題点は、合理性の要件として論理的全知を前提としていることであり、これは特に複雑な通時的なケースでは問題がある。代替的な解釈では、ダッチブックを「ある人の信念の程度が潜在的に実用的に自己敗北的になる場合を決定するための一種のヒューリスティック」として使用する。この解釈は、人間の限界に直面しての、より現実的な合理性の見解を持つことと両立する。
ダッチブックは「確率の公理」と密接に関連している。「ダッチブック定理」は、確率の公理に従わない信頼度の割り当てだけがダッチブックに脆弱であることを主張している。「逆ダッチブック定理」は、これらの公理に従うどのような信頼度の割り当てもダッチブックに脆弱ではないと述べている。

## 応用

### 確証理論
科学哲学において、「確証」とはある証拠の断片とそれによって「確証」される仮説との関係を指す。「確証理論」は確証と反証の研究である：科学的仮説がどのように証拠によって支持されるか、または反駁されるかの研究である。「ベイズ確証理論」は「条件付け原理」に基づく確証のモデルを提供する。ある証拠の断片は、その証拠に対する理論の条件付き確率がその理論単独の無条件確率よりも高い場合に、その理論を確証する。形式的に表現すると：{\displaystyle P(H\mid E)>P(H)}。証拠が仮説の確率を下げる場合、それは仮説を反証する。科学者は通常、証拠の断片が理論を支持するかどうかだけでなく、どれだけの支持を提供するかにも関心を持っている。この程度を決定する方法はいくつかある。最も単純なバージョンは、証拠に対する仮説の条件付き確率と仮説の無条件確率の差を測定するだけである、つまり支持の程度は{\displaystyle P(H\mid E)-P(H)}である。この程度を測定する問題は、証拠を受け取る前に理論がすでにどれだけ確実であるかに依存することである。したがって、科学者がある理論が真であることをすでに非常に確信している場合、たとえその証拠が非常に強力であっても、さらに1つの証拠がその確信度にあまり影響を与えない。証拠の尺度がどのように振る舞うべきかについては他の制約もあり、例えば驚くべき証拠、つまりそれ自体では低い確率を持っていた証拠は、より多くの支持を提供するべきである。科学者はしばしば、2つの競合する理論間で決定しなければならない問題に直面している。そのような場合、関心はどれだけ新しい証拠の断片が絶対的にこの理論またはその理論を支持するかという絶対的確証ではなく、どの理論が新しい証拠によってより支持されるかという相対的確証にある。
確証理論における有名な問題は、カール・グスタフ・ヘンペルのヘンペルのカラスのパラドックスである。ヘンペルは、黒いカラスを見ることは「すべてのカラスは黒い」という仮説の証拠として数えられるが、「緑のリンゴを見ること」は通常、この仮説の証拠として、または反対の証拠としても扱われないと指摘することから始める。パラドックスは、「すべてのカラスは黒い」という仮説が「何かが黒くないならば、それはカラスではない」という仮説と論理的に同等であるという考察からなる。したがって、緑色のリンゴを見ることが2番目の仮説の証拠として数えられるなら、それは最初の仮説の証拠としても数えられるべきである。ベイズ主義は、緑色のリンゴを見ることがカラスの仮説を支持することを認めつつも、我々の初期の直観がそうではないことを説明することを可能にする。この結果は、緑色のリンゴを見ることがカラスの仮説に最小限ではあるが依然として肯定的な支持を提供する一方で、黒いカラスを発見することがはるかに多くの支持を提供すると仮定することで達成される。

### 整合性
「整合性」は様々な認識論的理論において中心的役割を果たしている、例えば、真理の整合説などである。信念の集合は整合的であれば、そうでない場合よりも真である可能性が高いと想定されることが多い。例えば、すべての証拠を一貫したストーリーにつなげることができる探偵をより信頼する可能性が高いだろう。しかし、整合性をどのように定義するかについては一般的な合意がない。ベイズ主義は、確率の観点から整合性の正確な定義を提案することでこの分野に適用され、それらは整合性をめぐる他の問題に取り組むために使用できる。そのような定義の一つはトモジ・ショウゲンジによって提案され、二つの信念の間の整合性は、それらの結合の確率をそれぞれの確率で割ったもの、つまり{\displaystyle Coherence(A,B)={\frac {P(A\land B)}{(P(A)\cdot P(B))}}}であると提案している。直感的には、これは二つの信念が同時に真である可能性が、それらがお互いに中立的に関連している場合と比較してどれだけ高いかを測定している。二つの信念がお互いに関連性がある場合、整合性は高くなる。このように定義された整合性は信頼度の割り当てに相対的である。これは、二つの命題が一方の主体にとっては高い整合性を持ち、主体の信頼度の事前確率の違いにより、別の主体にとっては低い整合性を持つ可能性があることを意味する。

### 社会認識論
「社会認識論」は知識に対する社会的要因の関連性を研究する。例えば、科学の分野では、個々の科学者が進歩するためには他の科学者の主張される発見のいくつかを信頼しなければならないため、これは関連性がある。ベイズ主義的アプローチは社会認識論の様々なトピックに適用できる。例えば、確率論的推論は、ある報告がどれだけ信頼できるかを評価するために証言の分野で使用できる。この方法で、確率論的に独立している目撃者の報告は、そうでない場合よりも多くの支持を提供することを形式的に示すことができる。社会認識論のもう一つのトピックは、グループ全体の信念に到達するために、グループ内の個人の信念をどのように集約するかという問題に関するものである。ベイズ主義はこの問題に、異なる個人の確率の割り当てを集約することでアプローチする。

## 反論

### 事前確率の問題
新しい証拠に基づいて確率論的推論を行うためには、問題の命題に既に事前確率が割り当てられていることが必要である。しかしこれは常に当てはまるわけではない：主体が考慮したことがなく、したがって信頼度を欠いている命題が多く存在する。この問題は通常、条件付けを通じて新しい証拠から学ぶために、問題の命題に確率を割り当てることで解決される。「事前確率の問題」は、この初期割り当てがどのように行われるべきかという問題に関するものである。「主観的ベイズ主義者」は、確率論的一貫性以外に初期確率の割り当て方法を決定する制約がないか、ほとんどないと主張する。初期信頼度を選択する自由に対する議論は、我々がより多くの証拠を取得するにつれて信頼度が変化し、どこから始めても十分なステップを経た後には同じ値に収束するということである。一方、「客観的ベイズ主義者」は、初期割り当てを決定する様々な制約があると主張する。重要な制約の一つは等確率の原理である。それは、信頼度がすべての可能な結果に均等に分配されるべきだと述べている。例えば、主体は赤と黒のボールだけを含む壺からボールを引く色を、赤と黒のボールの比率に関する情報なしに予測したいとする。この状況に適用すると、等確率の原理は、主体は赤いボールを引く確率が50％であると最初に仮定すべきだと述べている。これは対称性の考慮によるものである：それはラベルの変更に対して事前確率が不変である唯一の割り当てである。このアプローチはいくつかのケースでは機能するが、他のケースではパラドックスを生み出す。もう一つの反論は、初期の無知に基づいて事前確率を割り当てるべきではないというものである。

### 論理的全知の問題
ベイズ認識論の標準的定義による合理性の規範は「論理的全知」を前提としている：主体が合理的とみなされるためには、すべての信頼度に対して確率の法則を正確に従う必要がある。これに従わない者はダッチブックに脆弱であり、したがって非合理的である。批評家が指摘するように、これは人間にとって非現実的な基準である。

### 古い証拠の問題
「古い証拠の問題」は、主体が証拠を獲得した時点ではそれが仮説を確証することを知らず、後になってからこの支持関係について知るようになる場合に関するものである。通常、主体はこの関係を発見した後、仮説に対する信頼度を高めるだろう。しかし、これは「ベイズ確証理論」では許されていない、なぜなら条件付けは証拠的表明の確率の変化に基づいてのみ発生でき、この場合はそれがないからである。例えば、水星の軌道における特定の異常の観測は一般相対性理論の証拠である。しかし、このデータは理論が定式化される前に得られており、したがって古い証拠として数えられる。